# Dysaphis crathaegiphila
Dysaphis crathaegiphila är en insektsart. Dysaphis crathaegiphila ingår i släktet Dysaphis och familjen långrörsbladlöss. Inga underarter finns listade i Catalogue of Life.